# Alexis Phelut
Alexis Phelut (3 de marzo de 1998) es un deportista de Francia que compite en atletismo. Ganó una medalla de plata en el Campeonato Europeo de Atletismo Sub-23 de 2019, en la prueba de 3000 m obstáculos.